# Shoplet
Shoplet.com 是一所美國公司，他們是一間專門售賣文具和辦工室用品的網上商店。除了要在辦公室產品業立足及打出名堂外，Shoplet.com的目標是要挑戰並超越大形而有實在店鋪的銷售商如Staples，Office Max 和 WB Mason等。

## 歷史
Shoplet.com 於1994年成立，並自此以在紐約Silicon Alley之辨公室為綜合辨公室。 自起初成立之時Shoplet.com一直不停地擴展其貨品之種類。 直至現在，Shoplet.com提供多達200,000不同種類，各式各樣的辦公室產品。
2004年3月，Shoplet.com成功取得首個聯邦GSA供應合約使其服務延伸至社會各公共部門。 時至今天，Shoplet.com擁有5份聯邦GSA供應合約。
除了擁有5份聯邦GSA供應合約外，Shoplet.com 亦利用大約140多所貨倉及物流設施，每所設施都被有計劃地分佈在全美國。Shoplet.com之服務地區包括美國全國以及波多黎各，其物流和服務網絡則由120人組成。 